# Ukrainas nationella polis
Ukrainas nationella polis (ukrainska: Національна поліція України, Natsional'na politsiya Ukrainy) är Ukrainas polis, grundad den 3 juli 2015. 
Polisen sorterar under Ukrainas inrikesdepartement.

## Grader
| Menig | Korpral | Sergeant | Äldre sergeant | Yngre löjtnant | Löjtnant | Äldre löjtnant | Kapten |
| ----- | ------- | -------- | -------------- | -------------- | -------- | -------------- | ------ |
|       |         |          |                |                |          |                |        |

| Major | Överstelöjtnant | Överste | General 3 rang | General 2 rang | General 1 rang |
| ----- | --------------- | ------- | -------------- | -------------- | -------------- |
|       |                 |         |                |                |                |